# فرانك بارون
فرانك بارون (بالإنجليزية: Frank Baron)‏ هو سياسي دومينيكي، ولد في 19 يناير 1923 في دومينيكا، وتوفي في 9 أبريل 2016 في نفس البلد.